# Robinson Crusoe mercante di York
Robinson Crusoe mercante di York è un film del 1981 diretto da Carlo Quartucci.

## Produzione
Il progetto d'avanguardia era già stato proposto alla Radio Nazionale nel 1974 con una serie di 13 puntate intitolata Robinson Crusoe, cittadino di York, ideata dallo stesso Quartucci assieme ad Alberto Gozzi; i soli tre attori presenti erano Carla Tatò nello stesso ruolo di attrice-narratrice, Luigi Mezzanotte in quello di Robinson, e Gianni Pulone che interpretava Venerdì. Nel 1975 Quartucci ne traspose un'opera teatrale dal titolo La vera storia di Robinson Crusoe, mercante di York; il progetto si protrasse fino al 1980 con alcune modifiche, come la contribuzione di Roberto Lerici, che portarono a una rappresentazione vicina al film cinematografico, ovvero una fusione di "materiali" di teatro globale: musica, mimo, danza, canto, recitazione, spezzoni di film e diapositive.
(Carlo Quartucci)

## Distribuzione
Singolarmente, nel 1980 alcune sequenze del film ancora in lavorazione furono distribuite in alcuni cinematografi assieme a una retrospettiva sul tema del film.
La pellicola fu presentata il 10 settembre 1981 alla 38ª Mostra internazionale d'arte cinematografica di Venezia.